# 브로큰티스
브로큰티스(본명: 김민하, 1999년 2월 28일 ~ )은 대한민국의 슈게이징 싱어송라이터이다.

## 경력
브로큰티스는 2021년 첫 정규 음반 편지로 데뷔했다. 음반이 유튜브 등지에서 인기를 얻으면서 주목 받기 시작했다.
2022년 2월에는 싱글 당신의 사랑이 늘 행복하기를를 발매했다. 이후 크루 디지털 던에 들어갔으며, 파란노을, 아시안 글로우, 왑띠, 델라 지르, 핀 피오르와 합동 공연을 가지기도 했다.
2023년 2집 정규 음반 추락은 천천히를 발매했으며, 모임 별과 함께 공연을 가지기도 했다.

## 음반 목록

### 정규 음반
- 편지 (2021)
- 추락은 천천히 (2023)

### 라이브 음반
- 수상한 치과 (2023)